# Anii 1640
Anii 1640 au fost un deceniu care a început la 1 ianuarie 1640 și s-a încheiat la 31 decembrie 1649.